# Chémery-sur-Bar
Chémery-sur-Bar – miejscowość i dawna gmina we Francji, w regionie Grand Est, w departamencie Ardeny. W dniu 1 stycznia 2016 roku z połączenia dwóch ówczesnych gmin – Chéhéry oraz Chémery-sur-Bar – powstała nowa gmina Chémery-Chéhéry. Siedzibą gminy została miejscowość Chémery-sur-Bar. W 2013 roku populacja Chémery-sur-Bar wynosiła 445 mieszkańców. 